# Cirrospilus dodoneae
Cirrospilus dodoneae är en stekelart som först beskrevs av Jean Risbec 1952.  Cirrospilus dodoneae ingår i släktet Cirrospilus och familjen finglanssteklar. Inga underarter finns listade i Catalogue of Life.